# Alfonso Gibilaro
Alfonso Gibilaro (Porto Empedocle, 28 settembre 1888 – 5 gennaio 1957) è stato un pianista e compositore italiano.
Due delle sue composizioni — un’Ave Maria ed una canzone in dialetto siciliano intitolata Carrettieri — sono state interpretate e registrate dal tenore italiano Beniamino Gigli per la casa discografica His Master’s Voice.

## Opere
- Sicilian Wagoners. (Carrettieri) [Song.], partitura musicale, testo in dialetto siciliano (con annessa versione inglese), titolo alternativo: Four Sicilian Miniatures, No 3, Londra, Francis, Day & Hunter Ltd., 27 avril 1949,  p. 70, OCLC 497489166.
- (EN) Alfonso Gibilaro, Ave Maria, in Catalog of Copyright Entries, Copyright Office, Biblioteca del Congresso, vol. 7, 3ª ed., Francis, Day & Hunter Ltd., augusto 1953,  p. 105, EF0-2263253.